# Taxonomia
Taxonomia (do grego antigo τάξις, táxis, "arranjo" e νομία, nomia, "método") é a disciplina biológica que define os grupos de organismos biológicos com base em características comuns e dá nomes a esses grupos. Para cada grupo, é dada uma nota. Os grupos podem ser agregados para formar um supergrupo de maior pontuação, criando uma classificação hierárquica. Os grupos criados por este processo são referidos como taxa (no singular, táxon). Um exemplo da classificação moderna foi publicado em 2009 pelo Angiosperm Phylogeny Group para todas as famílias de plantas com flores vivas (Sistema APG III).

## Definições
A definição exata de "taxonomia" varia ligeiramente de fonte para fonte, mas o núcleo da disciplina permanece: a concepção, nomeação e classificação dos grupos de organismos. Nas referências, três definições são encontradas nos livros didáticos. Veja, abaixo:
- Teoria e prática de agrupamento de indivíduos em espécies, organizando as espécies em grupos maiores e dando os nomes aos grupos, produzindo assim uma classificação;[2]
- Um campo da ciência (e principal componente da sistemática) que engloba identificação, descrição, nomenclatura e classificação;[3]
- A ciência da classificação, em biologia, o arranjo dos organismos em uma classificação.[5]

## Aplicação
Taxonomia é uma subdisciplina de biologia e é praticada por biólogos conhecidos como taxonomistas, embora naturalistas entusiastas frequentemente se envolvem em publicações de novos taxa. O trabalho realizado pelos taxonomistas é crucial para a compreensão da biologia em geral. Dois campos de biologia aplicada em que o trabalho taxonômico é de fundamental importância são o estudo da biodiversidade e a conservação. Sem uma taxonomia dos organismos em uma determinada área, estimar a quantidade da diversidade presente não é realista. Como a conservação tornou-se cada vez mais politicamente importante, o trabalho taxonômico impacta não só na comunidade científica, mas na totalidade da sociedade.

## Descrições taxonômicas

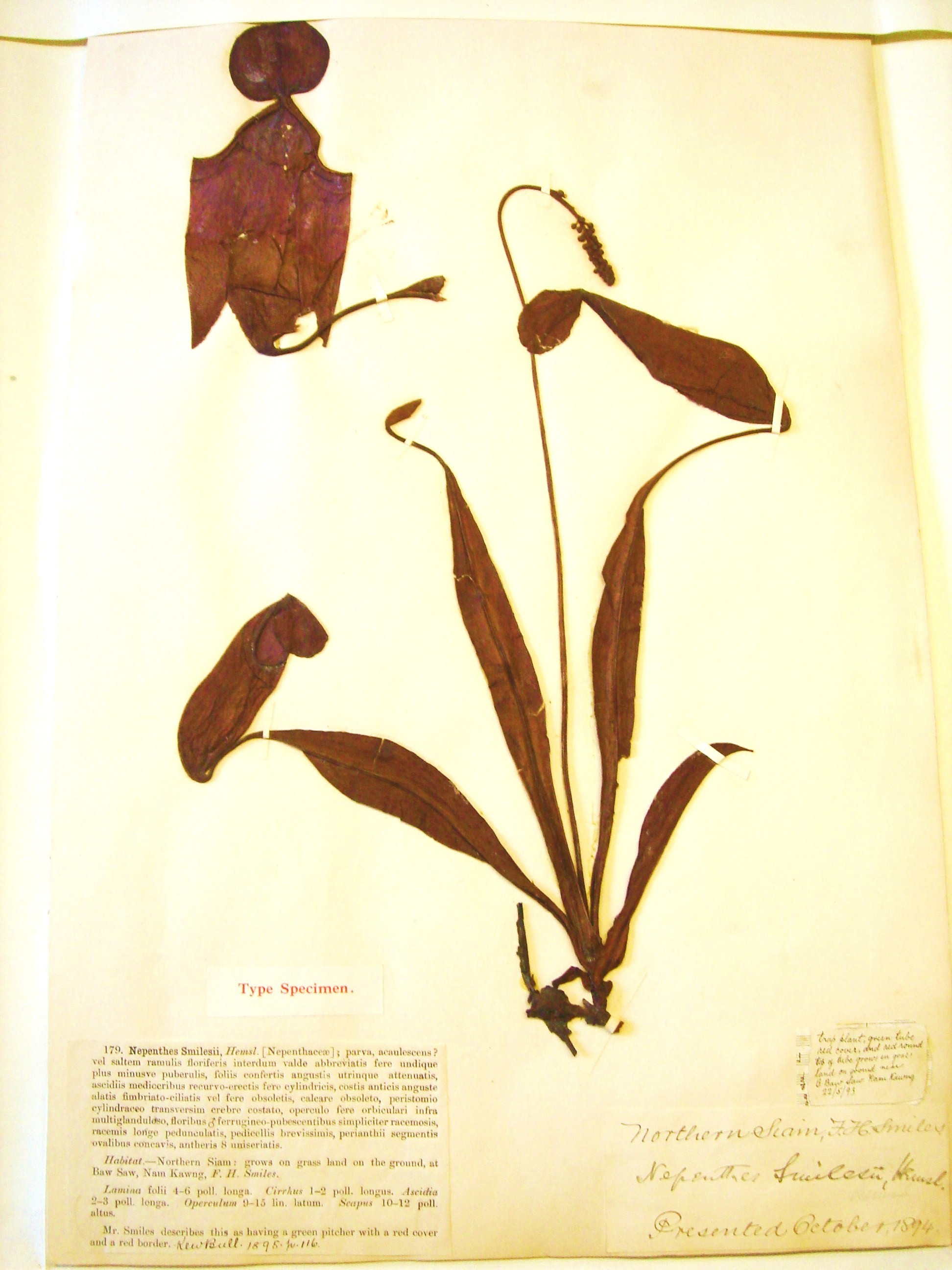
Espécie-tipo para a Nepenthes smilesii, uma típica planta carnívora.

O táxon é definido por sua descrição. Não existem regras fixas que regem a definição dos taxa, mas a nomeação e publicação de novos taxa é regido por um conjunto de regras. Em zoologia, a nomenclatura mais comumente utilizados (superfamília a subespécie), é regulada pelo Código Internacional de Nomenclatura Zoológica. Nas áreas de botânica, Ficologia e micologia, a nomeação dos taxa é regido pelo Código Internacional de Nomenclatura Botânica, dentre as características deste, por exemplo, estão o princípio de prioridade, desde 1842, e a associação do nome de um táxon ao tipo, aceita a partir de 1930.
A descrição inicial de um táxon envolve cinco requisitos principais:
- O táxon deve receber um nome com base nas 26 letras do alfabeto latino (um binômio das novas espécies ou uninomial para outros patentes);
- O nome deve ser único (não pode ter um homônimo);
- A descrição deve basear-se em pelo menos um Espécie-tipo;
- Ela deve incluir referências e atributos que tornem o táxon único;
- Estes quatro primeiros requisitos devem ser publicados em uma obra em que haja um grande número de cópias idênticas, como um registro científico permanente;
- Segundo o princípio de prioridade, o nome mais antigo validamente publicado prevalece no caso de sinônimos taxonômicos.[8]

Muitas vezes também são incluídas mais informações, como a distribuição geográfica do táxon, notas ecológicas, química, comportamento etc. Os pesquisadores podem chegar a vários taxa, dependendo dos dados disponíveis e os recursos, os métodos variam de simples comparações quantitativa ou qualitativa de características marcantes, análises com computadores das grandes quantidades de dados de sequência de DNA.

## Classificação dos organismos
A classificação biológica é um passo crítico no processo taxonômico, pois informa hipoteticamente quais são os parentes do táxon. O nome de um táxon funciona como um código de acesso direto à sua literatura, ou seja, às informações já encontradas a respeito deste, exigindo estabilidade. Embora a disciplina de taxonomia em si não lide com as investigações de como os taxa estão relacionados uns com os outros, ela serve para comunicar estes resultados. Para isso, ela classifica em ordens taxonômicas criadas por Carl Von Linné, conhecido como Lineu (em ordem do maior para o menor): Domínio, Reino, Filo, Classe, Ordem, Família, Gênero e Espécie.

### Filogenética
Filogenia é a história genealógica de um grupo de organismos e uma representação hipotética das relações ancestral/descendente e filogenética (cladística) é o ramo da sistemática interessado na reconstrução da filogenia. O sistema de classificação biológica permanece praticamente inalterado em sua estrutura desde 1753. Mas, a maneira como as relações entre estes táxons são investigadas mudou drasticamente nas últimas décadas. Agora, é comum os biólogos elaborarem a classificação com base nos resultados de análises filogenéticas usando dados de sequência de DNA. Como resultado, a filogenética tem impacto direto sobre as classificações taxonômicas, mesmo que não seja parte da taxonomia. Atualmente a filogenética passou a ser considerada fundamental para a moderna sistemática, embora sua utilização para a descrição de novos táxons e para o posicionamento dentro de um esquema de classificação existente não seja obrigatória. Desde seu advento, os taxonomistas estão empenhados em revisar as propostas de classificações preexistentes de modo a atender a filogenia. Frequentemente relações insuspeitas entre seres ou grupos de seres são descobertas conduzindo a grandes revisões nas classificações. Tem sido muito útil também para esclarecer o mais correto posicionamento de espécies e gêneros cuja morfologia tornava difícil uma decisão sobre sua melhor classificação.

### Taxonomia numérica
Em taxonomia numérica, a taxonomia é exclusivamente com base na análise de Clustering e "união de vizinho" para melhor ajustar as equações numéricas que caracterizam traços mensuráveis de uma série de organismos. É o resultado de uma medida de "distância" evolutiva entre as espécies. O uso deste método tornou-se raro nos tempos modernos, tendo sido em grande parte substituída pelas análises cladísticas, pois a taxonomia numérica é vulnerável a enganos devido a traços de plesiomorfia.

## História da taxonomia

### Primeiros taxonomistas
A taxonomia já foi chamada de "profissão mais antiga do mundo", pois nomear e classificar nossos arredores foi provavelmente uma das primeiras coisas que a humanidade fez para poder se comunicar. Foram importantes para saber os nomes das plantas e animais venenosos e comestíveis, e para comunicar essas informações para os outros membros da família ou grupo.
No Oriente, um dos primeiros registros de farmacopeias foi escrito por Shennong, imperador da China (c. 3000 a.C.). Ele queria divulgar informações relacionadas com a agricultura e medicina, e diz-se ter provado centenas de plantas com o objetivo de aprender o seu valor medicinal. Registros são difíceis de interpretar depois de algum tempo, mas ilustrações de plantas medicinais aparecem em pinturas egípcias de c. 1500 a.C.. As pinturas mostram claramente que essas sociedades valorizavam e comunicavam o uso de diferentes espécies e tinham uma taxonomia básica.

### De Aristóteles até Plínio
Registros históricos mostram que a classificação dos organismos informalmente ocorreu nos tempos de Aristóteles (Grécia, 384-322 a.C.), que foi o primeiro a começar a classificar todas as coisas vivas. Alguns termos que ele deu para os animais, como os invertebrados e vertebrados ainda são comumente usados. Seu aluno Teofrasto (Grécia, 370-285 a.C.) continuou esta tradição e escreveu uma classificação de 480 plantas chamado Historia Plantarum. Vários grupos de plantas reconhecidas atualmente ainda pode ser rastreada até Teofrasto, como Cornus, Açafrão e Narciso. O próximo grande ressurgimento de taxonomistas chegou com Plínio, o Velho (Roma, 23-79 d.C.). Elaborou 160 volumes do trabalho Naturalis Historia, descreveu muitas plantas e deu muitos nomes latinos com nomenclatura binomial.

### Taxonomistas Pré-Linnaeus

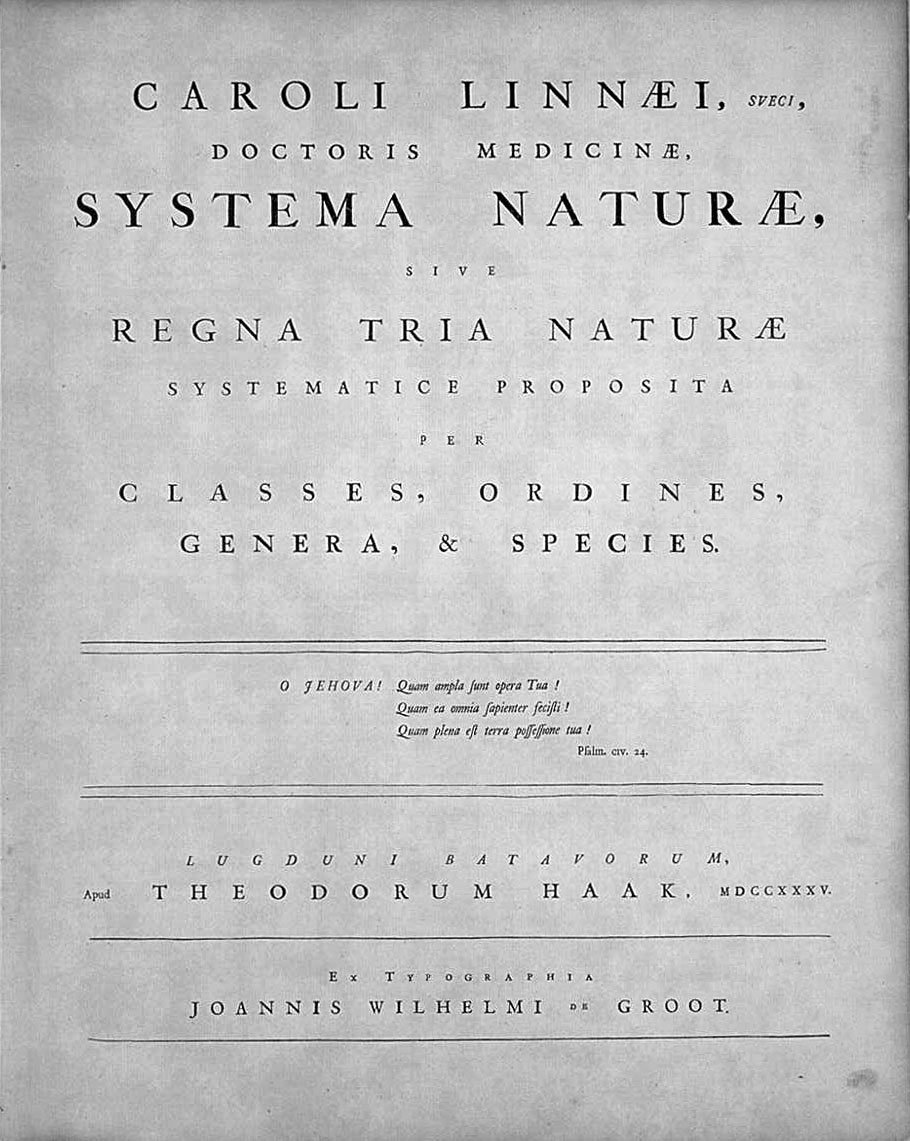
Página de título do Systema Naturae, Leiden, 1735

Só 1 500 anos depois, as obras taxonômicas se tornaram suficientemente ambiciosas para substituir os textos antigos. Isso é muitas vezes creditado ao desenvolvimento das sofisticadas lentes ópticas, o que permitiu o estudo da morfologia dos organismos com muito mais detalhes. Um dos primeiros autores a tirar vantagem deste salto tecnológico foi Andrea Cesalpino (Itália, 1519-1603), que é muitas vezes é referido como "o primeiro taxonomista". Sua grande obra De Plantis saiu em 1583 e descreveu mais de 1 500 espécies de plantas. Duas grandes famílias de plantas que ele primeiro reconheceu ainda estão em uso hoje: o Asteraceae e Brassicaceae. Em seguida, no século XVII, John Ray (Inglaterra, 1627-1705) escreveu muitas obras taxonômicas importantes. Indiscutivelmente a sua maior realização foi Methodus Plantarum Nova (1682), onde publicou mais de 18 000 espécies de plantas. Na época, suas classificações foram a mais complexa produzida por um taxonomista, pois ele baseou seus táxons em muitos caracteres combinados. Os próximos trabalhos taxonômicos importantes foram produzidos por Joseph Pitton de Tournefort (França, 1656-1708). Seu trabalho a partir de 1700, Institutiones Rei Herbariae, incluiu mais de 9 000 espécies em 698 gêneros. Isso influenciou diretamente Carl Linnaeus, pois foi o texto que este usou quando era um jovem estudante.

### A era Linnaeus
Classificar é uma atividade intrínseca ao raciocínio humano, mas a classificação biológica tomou feições modernas apenas a partir do sistema hierárquico-binomial implantado por Lineu em 1753. O botânico sueco Carl Linnaeus (1707-1778) marcou o início de uma nova era na taxonomia. Com suas principais obras Systema Naturae (primeira edição) em 1735, Species Plantarum em 1753, e Systema Naturae (Edição 10), ele revolucionou a taxonomia moderna. Suas obras implementaram um sistema de nomenclatura binomial padronizado para espécies animais e vegetais, o que provou ser uma solução elegante para uma literatura taxonômica caótica e desorganizada. O sistema de Linnaeus nasceu e ainda hoje é usado essencialmente da mesma maneira que no século XVIII. Inicialmente, com base no modo de vida, direção da evolução e tipo da organização de seu corpo, os seres vivos foram divididos em dois grandes reinos: Animal e Vegetal. Mais tarde, como o desenvolvimento do microscópio, entre outras técnicas, tornou-se óbvio que muitos organismos não se encaixavam em nenhum desses reinos, por exemplo, as bactérias. Atualmente, os taxonomistas de plantas e animais consideram o trabalho de Linnaeus como o "ponto de partida" para nomes válidos (em 1753 e 1758, respectivamente). Os nomes publicados antes destas datas são referidos como "pré-Linnaeus" e não são considerados válidos (com a exceção das aranhas, publicadas na obra Svenska Spindlar). Até mesmo nomes taxonômicos publicados por Carl Linnaeus antes destas datas são consideradas pré-Linnaeus.

## Nomes válidos x nomes aceitos
Como visto acima, existem regras claras para a publicação de novas espécies, gêneros, etc. Quando um novo nome é publicado e atende a todas as regras, é um nome válido, ou seja, validamente publicado. No entanto isto não implica que seja um nome automaticamente aceito. A não aceitação de um nome pode acontecer e é bastante frequente. Na realidade, apesar de desconhecermos uma estatística oficial, provavelmente mais da metade dos nomes válidos não são considerados aceitos e há muitos casos em que não há consenso sobre o nome aceito. Isto ocorre por diversas razões.
Naturalmente, quando as atuais regras taxonômicas começaram a ser utilizadas, as comunicações eram bastante demoradas. Uma época muito diferente de hoje em que alguém publica uma nova espécie e em poucos minutos esta informação pode ser incluída nos grandes bancos de dados da internet. Naquela época, meses ou mesmo anos se passavam antes que fosse possível saber se alguma espécie já havia sido publicada por alguém em outra parte do mundo. Deste modo muitas espécies foram descritas diversas vezes com nomes diferentes. Pelas regras, vale apenas o nome mais antigo, o primeiro a ser publicado, e os posteriores são considerados sinônimos, ou seja, desde que atendam as regras, todos os nomes são válidos, mas apenas o mais antigo é aceito.
Outro caso bastante frequente resulta de alterações na classificação de espécies pelos gêneros. Obviamente, quando o sistema de classificação foi concebido não foram descritos de imediato todos os gêneros conhecidos hoje. Por exemplo, Linnaeus descreveu apenas oito gêneros de orquídeas. Inicialmente, todas as orquídeas conhecidas eram classificadas em um desses oito gêneros. Hoje, há cerca de mil gêneros de orquídeas, de modo que a maioria foi reclassificada em novo gênero e o nome mais antigo passou a não ser aceito mais.

## Taxonomias não biológicas
Quase todos os objetos animados, objetos inanimados, lugares, conceitos, eventos, propriedades e relacionamentos, podem ser classificados de acordo com algum esquema taxonômico. Taxonomias dos tipos de coisas genéricas resultam da investigação filosófica. Começando com a obra de Aristóteles, onde há várias "Categorias" de filósofos, dispostos em Categorias genéricas (também chamados de tipos ou classes) em uma hierarquia que mais ou menos satisfaz os critérios para ser uma taxonomia. Sistemas de classificação baseados em semelhanças ou diferenças também são chamados de tipologias.
Taxonomia, ou categorização, na cognição humana tem sido uma importante área de pesquisa em psicologia. Os psicólogos sociais têm procurado modelar a maneira pela qual a mente humana categoriza estímulos sociais (a teoria da autocategorização é um exemplo prototípico). Alguns afirmam que a mente humana adulta organiza naturalmente seu conhecimento do mundo em tais sistemas. Os antropólogos têm observado que as taxonomias são inerentes a sistemas locais culturais e sociais, servindo a várias funções sociais.
Taxonomias, tais como as analisadas por Émile Durkheim e Claude Lévi-Strauss, são às vezes chamadas taxonomias populares para distingui-las das taxonomias científicas. Baraminologia é uma taxonomia usada no criacionismo científico, que na classificação dos táxons se assemelha às taxonomias populares. A expressão "taxonomia empresa" é usado em negócios para descrever uma forma muito limitada de taxonomia usada apenas dentro de uma organização. Um exemplo seria um certo método de classificação de árvores como "Tipo A", "Tipo B" e "Tipo C" utilizado apenas por uma empresa madeireira para categorizar os embarques. Os militares e os campos de saúde e segurança também têm suas próprias taxonomias. No campo da computação moderna, a web semântica requer formais taxonomias de extensão XML (como XBRL) chamados namespaces.

### Ferramentas taxonômicas
- Biodiversity Heritage Library – Literatura sobre biodiversidade disponível abertamente para o mundo;
- BOLD SYSTEMS – The Barcode of Life Data Systems com biblioteca de código de barras de DNA, taxonomia, identificação, bancada de trabalho e outros recursos;
- Catalogue of Life – O banco de dados online das espécies conhecidas mundialmente de animais, plantas, fungos e microorganismos;
- DISCOVER LIFE – Ferramentas para estudar a história natural e rastrear o impacto das mudanças climáticas, espécies invasoras e outros fatores ecológicos em grande escala;
- Encyclopedia of Life – Acesso global ao conhecimento sobre a vida na Terra;
- ESABII – Manuais de Treinamento em Taxonomia e folhas de identificação de espécies para o Leste e Sudeste Asiático;
- Global Biodiversity Information Facility – Ocorrências globais de espécies e coleções de espécimes;
- Tropicos – Bancos de dados do Jardim Botânico de Misouri
- NCBI Taxonomy Browser – Conhecimento filogenético e taxonômico de uma variedade de fontes, incluindo a literatura publicada, bancos de dados baseados na web e o conselho de remetentes de sequência para e especialistas em taxonomia externos
- Online Taxonomic Key Application – Royal BC Museum, Canadá
- Artportalen.se – Portal de Espécies Suecas
- ID guides for marine organisms – A rede de informações sobre a vida marinha
- Lucidcentral – Lucid Ferramentas de Identificação e Diagnóstico
- EDIT platform for cybertaxonomy – Plataforma EDIT para cibertaxonomia
- WORMS – O registro mundial de espécies marinhas